# Palaeorhiza maluae
Palaeorhiza maluae är en biart som beskrevs av Cheesman 1948. Palaeorhiza maluae ingår i släktet Palaeorhiza och familjen korttungebin. Inga underarter finns listade i Catalogue of Life.